# 守口市立錦中学校
守口市立錦中学校（もりぐちしりつ にしき ちゅうがっこう）は、大阪府守口市の南部に位置する公立中学校。1980年に守口市立第四中学校から分離開校した。

## 沿革
- 1980年4月1日 - 開校。
- 1980年6月16日 - 校章制定（この日を創立記念日とする）。
- 2005年 - 省エネルギー推進モデル校となる。

## 通学区域
- 守口市立錦小学校の通学区域。
  - 守口市 東郷通1-3丁目、菊水通4丁目、南寺方東通1-6丁目、寺方本通3-4丁目、寺方錦通2-4丁目の全域。
  - 守口市 菊水通2-3丁目、大宮通4丁目、寺方本通1-2丁目、寺方錦通1丁目のうち、それぞれ国道163号線以東の区域。

## 交通
- 京阪バス 南寺方5丁目バス停。
- 京阪本線 守口市駅 南東へ約2.2km。
- Osaka Metro今里筋線 清水駅 東へ約1.8km。
- Osaka Metro長堀鶴見緑地線 鶴見緑地駅 北へ約1.8km。